# Продунова Олена Сергіївна
Олена Сергіївна Продунова (народилася 15 лютого 1980 в Ростові-на-Дону, Російська РФСР) — російська гімнастка, срібна та бронзова призерка Олімпійських ігор 2000 року в Сіднеї, в 2008—2010 працювала віце-президентом Федерації естетичної гімнастики у Ростовській області.

## Життєпис
Олена Продунова, що народилась 1980 року, займалася спортивною гімнастикою з 5 років за наполяганням матері і тітки. Перший тренер — Олена Печенжієва. Навчалася в олімпійському училищі.
Дебют відбувся на чемпіонаті світу 1995 року в японському Сабае, де Олена фінішувала 4-ю у командній першості. Через травми гомілковостопного суглоба вона пропустила Олімпіаду 1996 року, повернувшись на колишній рівень до 1997 році: її виступ на чемпіонаті світу 1997 року в Лозанні у вільних вправах став справжньою сенсацією і приніс бронзові нагороди (ще Олена завоювала срібну медаль у командній першості і бронзову медаль в абсолютній першості). У 1998 році Олена отримала чергову травму (щиколотки), що не завадило їй виграти в 1999 році на Універсіаді три золоті та одну срібну медаль. Саме там вона продемонструвала своє фірмове подвійне сальто вперед.
На чемпіонаті світу 1999 року в Китаї Олена виступила дуже сильно, але залишилась без медалей в індивідуальній програмі. У командній першості виборола срібну медаль, а перемогу здобули румунки.
У 2000 році на чемпіонаті Європи у складі російської збірної виграла золоті медалі. Крім того, спортсменка завоювала срібну медаль у вільних вправах і бронзову медаль на колоді. Перемога дозволила Олені потрапити до олімпійської збірної і давала шанси на завоювання золотих медалей. Однак у Сіднеї російська збірна втратила перемогу, пропустивши вперед румунок. Було допущено ряд помилок: падіння Олени Продунової в опорному стрибку, Світлани Хоркіної на брусах, Олени Замолодчікової та Катерини Лобазнюк з колоди. Після нагородження в командній першості Продунова та Хоркіна зняли з себе срібні медалі. Продунова паралельно завоювала бронзову медаль на колоді, виконавши свій фірмовий стрибок вперед з полупереходом у сальто. У багатоборстві Олена не виступила через травми: у неї був перелом плесна правої стопи.
У віці 21 року Олена Продунова завершила кар'єру спортсменки. Закінчила педагогічний інститут, продовжила роботу тренера в Москві і тренувала збірну Росії зі спортивної гімнастики. У 2006 році Олена повернулася до Ростова, де обійняла посаду віце-президента Федерації естетичної гімнастики у Ростовській області. У 2013 році Олена переїхала до Кабардино-Балкарії до міста Нальчика і стала старшим тренером Кабардино-Балкарської республіки зі спортивної гімнастики. Зокрема, відома спортсменка тренує дітей

## Оформлення виступів
Олена відома завдяки своїм виступам у вільних вправах і унікальним опорним стрибком два з половиною сальто вперед. Її хореографами були хореограф збірної Наталія Сергєєва і Тетяна Мелкумян, особистим тренером був Леонід Аркаєв, Вероніка Якубова, Руслан Лавров та Марина Булашенко.
Олена Продунова на олімпійських іграх виступала під мелодію з кінофільму «Маска Зорро». Перший тренер Олени — Олена СергіївнаП еченджиієа.

## Нові елементи в гімнастиці
На честь Олени Продунової було названо ряд нових елементів в гімнастиці:
- В опорних стрибках стрибок з переворотом вперед у два з половиною сальто вперед.
- У вільних вправах подвійне сальто вперед.
- У змаганнях на колоді сальто вперед з поворотом на 180 прямим тілом.

## Порушення територіальності Криму
Олена Продунова, як почесна гостя — призерка літніх Олімпійських ігор, у липні 2019 року відвідувала місто Феодосію на окупований Кримському півострові в ході відкритої першості міста Феодосії зі спортивною гімнастикою «Афаліна».